# Henri Goidsen
Henri Goidsen (état-civil inconnu), est un acteur belge. 
Il est connu pour avoir joué en 1914 dans les deux premiers longs métrages du cinéma belge conservés : La Fille de Delft et Maudite soit la guerre du cinéaste français Alfred Machin.

## Biographie
En dehors de ses rôles sur scène et à l'écran, on ne sait pratiquement rien d'Henri Goidsen qui, en dehors de prestations à l'étranger avec les tournées Sylvestre ou Karsenty, fit l'essentiel de sa carrière en Belgique.
À partir de 1925, année de la sortie de son dernier film et des représentations de sa dernière pièce, on perd définitivement sa trace.

## Carrière au cinéma
- 1914 : La Fille de Delft (Het meisje uit Delft) / La Tulipe d'or d'Alfred Machin : le pilote de ballon
- 1914 : Maudite soit la guerre (Vervloekt zij den oorlog) d'Alfred Machin : le lieutenant Maxim
- 1921 : La Libre Belgique d'Armand du Plessy
- 1921 : Âme belge (Belgische zielen) d'Armand du Plessy : Otto Kreuzebaum
- 1925 : La Forêt qui tue (Het dodelijke woud) de René Le Somptier

## Carrière au théâtre
- 1907 : Denise, pièce en 4 actes d'Alexandre Dumas fils, au théâtre Tour-Blanche de Salonique (octobre)[2]
- 1907 : Le Tour du monde d'un enfant de Paris, pièce en 5 actes et 12 tableaux d'Ernest Morel, au théâtre Tour-Blanche de Salonique (octobre)
- 1907 : Vous n'avez rien à déclarer ?, pièce en 3 actes de Maurice Hennequin et Pierre Veber, au théâtre Tour-Blanche de Salonique (novembre)
- 1911 : V'là la gaîté !, revue de Servais, Hauzeur et Berryer fils, au théâtre de la Gaîté de Bruxelles (décembre) : Lesurques
- 1913 : La Femme X, pièce en 5 actes d'Alexandre Buisson, au théâtre de l'Alhambra de Bruxelles (juillet)
- 1913 : L'Avocat des gueux, drame en 5 actes de Jules Mary, au théâtre de l'Alhambra de Bruxelles (août)
- 1913 : Le Roi, comédie en 4 actes Robert de Flers, Gaston Arman de Caillavet et Emmanuel Arène, au théâtre municipal de Clermont-Ferrand (novembre)
- 1913 : L'Embuscade, pièce en 4 actes d'Henry Kistemaeckers fils, au théâtre municipal de Clermont-Ferrand (décembre)
- 1913 : Le Bois sacré, comédie en 3 actes de Robert de Flers et Gaston Arman de Caillavet, au théâtre municipal de Clermont-Ferrand (décembre) : le directeur des Beaux-Arts
- 1914 : La Course aux dollars, pièce féerique à grand spectacle en 4 actes et 24 tableaux de Maurice Demarsan et Gabriel Timmory, au théâtre du Capitole de Toulouse (mai)
- 1925 : Francèse de Cezelli, opéra en 5 actes d'Henri Lagatu, musique de Marius-François Gaillard, au Théâtre Royal de Liège (février).